# CAP 232
Bei der CAP 232 handelt es sich um ein Kunstflugzeug, das von dem Franzosen Auguste Mudry entwickelt wurde. Nach dessen Bankrott 1996 wurde das Flugzeug von Akrotech Europe übernommen, worauf sich die Firma 1999 in CAP Aviation umbenannte. Es ist ein Einsitzer mit einem Rumpf in Holzbauweise, Kohlenstofffaserflügeln und Dreiblattpropeller. Ausgangspunkt der Entwicklung der CAP 232 war die Piel CP-30 Emeraude in den 1960er Jahren. Danach folgten als ihre Vorgänger die CAP 10, CAP 20, CAP 21, CAP 230, CAP 231 und CAP 231EX. Der Erstflug der CAP 232 erfolgte im April 1996.
Verwendet wird es u. a. vom marokkanischen Kunstflugteam Marche Verte. Die Cap 232 wurde auch beim Red Bull Air Race eingesetzt.

## Technische Daten
| Kenngröße             | Daten                                  |
| --------------------- | -------------------------------------- |
| Besatzung             | 1                                      |
| Länge                 | 6,75 m                                 |
| Spannweite            | 7,4 m                                  |
| Höhe                  | 1,9 m                                  |
| Flügelfläche          | 10,2 m²                                |
| Flügelstreckung       | 5,4                                    |
| Leermasse             | 590 kg                                 |
| max. Startmasse       | 820 kg                                 |
| Lastvielfache         | +10/−10g                               |
| Rollrate              | 420°/s                                 |
| Höchstgeschwindigkeit | 350 km/h                               |
| Landegeschwindigkeit  | 120 km/h                               |
| Steiggeschwindigkeit  | 18 m/s                                 |
| Dienstgipfelhöhe      |                                        |
| Reichweite            | 1200 km                                |
| Triebwerke            | ein Lycoming AEIO-540-L1B5D mit 224 kW |